# Биоцентрическая этика
Биоцентрическая этика — этика защиты окружающей среды. Берет своё начало от «глубинной экологии» (Deep Ecology) норвежского философа Арне Несса и движения инвайроменталистов (от англ. environment  – «окружающая среда»).
Основная идея биоцентрической этики – это расширение сферы этического за пределы человеческого сообщества. Отныне безнравственным считается жестокое обращение с животными и загрязнение окружающей среды промышленными и бытовыми отходами.